# Schwarzer Heilbutt
Der Schwarze Heilbutt (Reinhardtius hippoglossoides) ist ein großer Plattfisch, der in kalten Meeren der nördlichen Hemisphäre lebt. Sein Vorkommen im Atlantik reicht vom Norden Irlands über Schottland, die Färöer und Island bis zum Süden Grönlands, weiter zur Küste Labradors und rund um Neufundland bis nach New Jersey. Außerdem lebt er entlang der Küste Norwegens bis nach Spitzbergen und zur südlichen Barentssee, sowie im nördlichen Pazifik vom Japanischen Meer bis zur Tschuktschensee, bei den Aleuten und entlang der Küste Alaskas bis Baja California.

## Merkmale
Der Schwarze Heilbutt hat einen langgestreckten, asymmetrischen, seitlich stark abgeflachten Körper. Das Maul ist groß und reicht bis unter das rechte Auge. Die Rückenflosse beginnt hinter dem linken Auge. Das Seitenlinienorgan ist fast gerade, die Schuppen glatt. Er wird i. d. R. 80 bis 120 Zentimeter lang.
Flossenformel: Dorsale 83–108, Anale 62–79

## Lebensweise
Der Schwarze Heilbutt lebt auf Weichböden in Tiefen von 200 bis 1500 Metern, bei Temperaturen von −1,5 bis 4,5 °C. Die Jungfische leben oft pelagisch, d. h. im freien Wasser. Er ernährt sich von bodenbewohnenden Wirbellosen und Fischen, darunter Aalmutterarten, Rotbarsche und Lodden.

## Fortpflanzung
Die Fische laichen im Winter im freien Wasser in Tiefen von 800 bis 1200 Metern. Die Eier sind pelagisch und haben einen Durchmesser von 4 mm. Die schlüpfenden Larven sind etwa 10 bis 15 mm lang. Mit einer Länge von 6 bis 8 Zentimeter gehen die zunächst pelagischen Larven zum Bodenleben über und ziehen mit fortschreitendem Wachstum in immer größere Tiefen. Die Männchen werden nach sieben bis acht Jahren, mit einer Länge von 55 bis 65 Zentimeter, geschlechtsreif. Die Weibchen brauchen dazu neun bis elf Jahre und sind dann 65 bis 80 Zentimeter lang.

## Nutzung
Der Speisefisch wird mit Langleinen und Schleppnetzen vor allem bei Island, Westgrönland und Nordnorwegen gefangen. Er ist ein Fettfisch und wird auch geräuchert angeboten.